# Bonamia balansae
Bonamia balansae är en vindeväxtart som beskrevs av Hallier f. Bonamia balansae ingår i släktet Bonamia och familjen vindeväxter. Inga underarter finns listade i Catalogue of Life.